# Suchproblem
Als Suchproblem bezeichnet man in der theoretischen Informatik ein Problem, bei dem zu einer gegebenen Eingabe eine bestmögliche Lösung gesucht ist. Das Suchproblem unterscheidet sich vom zugehörigen Optimierungsproblem darin, dass beim Optimierungsproblem nicht die Lösung selbst, sondern der ihr zugeordnete Zahlenwert gesucht ist.
Formal ist ein Suchproblem definiert durch eine in einer symbolischen Repräsentation dargelegte Start- und Zielzustandsbeschreibung, einer Menge von Operatoren und einer Funktion, welche bestimmt, ob der aktuelle Zustand ein Zielzustand ist. Die Anwendung aller vorhandenen Operatoren auf den Startzustand und auf die so resultierenden Zustände spannen den Suchraum auf, welcher häufig auch als Suchbaum notiert werden kann.
Zum Beispiel handelt es sich beim 8-Damen-Problem um ein Suchproblem, bei dem der Suchraum die Menge aller Schachbretter mit maximal 8 darauf platzierten Damen ist. Der Startzustand ist hier ein leeres Schachbrett, die Zielfunktion akzeptiert Schachbretter mit 8 Damen, die sich nicht gegenseitig bedrohen. Die Operatoren bilden ein Schachbrett S mit {\displaystyle k\leq 7} Damen ab auf ein Schachbrett mit k+1 Damen, bei dem k Damen auf den gleichen Feldern wie auf S stehen und die zusätzliche Dame auf einem Feld steht, das auf S frei war.